# زرزوريات

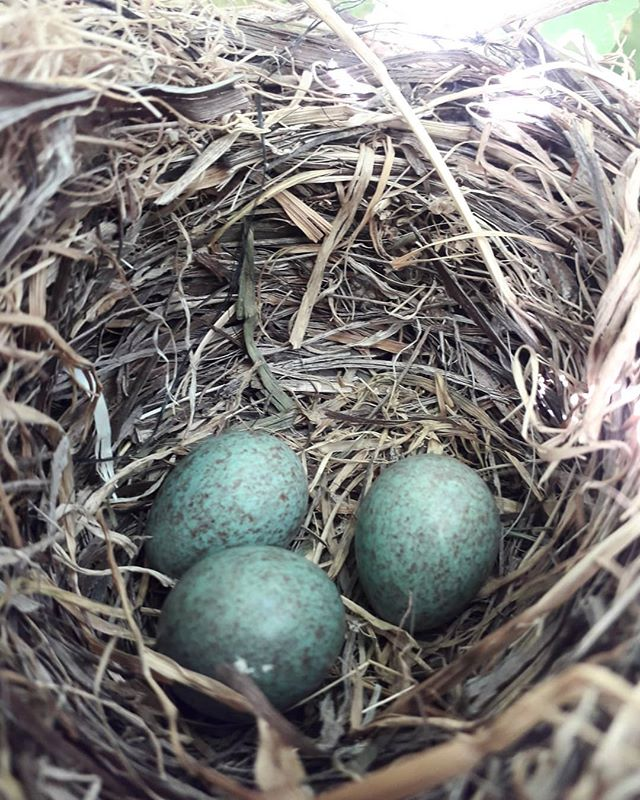
عش يحوي على بيض طائر الزرزور الأزرق

الزرزوريات أو الزرزور هي طيور صغيرة إلى متوسطة الحجم. يوجد الزرزور  بشكل طبيعي  في العالم القديم أوروبا وآسيا وأفريقيا، كما في بعض مناطق الشرق الأقصى وأستراليا، ولكن عدة أنواع أوروبية وآسيوية ادخلت لأمريكا الشمالية وأستراليا ونيوزيلندا.

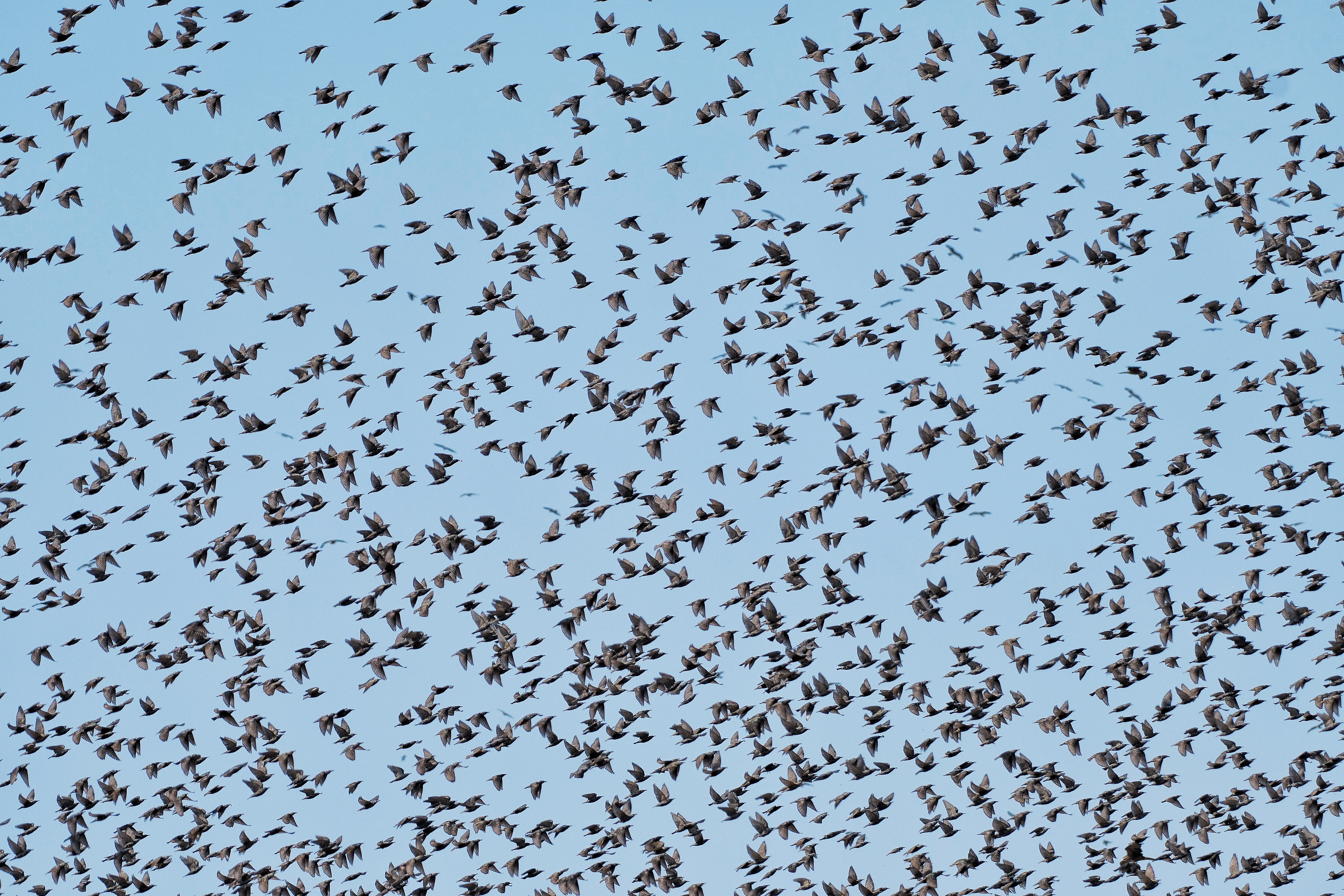
طائر الزرزور

الزرازير متوسطة الحجم قوية القدمين. تستطيع الهروب بشكل قوي ومباشر، كما أنها اجتماعية جدا. تفضل التواجد في المناطق المفتوحة، تأكل الحشرات والفاكهة. هناك عدة أنواع منها تفضل أن تعيش بالقرب من المناطق المأهولة. كما أنها تستطيع البحث عن أنواع عديدة من الاغذية تحت غطاء نباتي كثيف؛ هذا السلوك يطلق عليه «عملية البحث الحر».
للزرزور ريش عادة قاتم اللون مع لمعان معدني. معظم عشوشها في الثقوب، تضع بيوضا زرقاء أو بيضاء اللون. معظم الأنواع الأسيوية هي الأنواع الأكبر منها وتسمى المينة، أما الإفريقية منها تعرف بالزرازير اللامعة (بالإنجليزية: glossy starlings)‏ بسبب امتلاكها لريش قزحي الألوان.
أقصر الزرازير جسدا هو الأقدم منها، يبلغ طوله 15 سم، أما أخفها وزنا هو بوزن 34 غرام. أكبر الزرازير يمكن ان يتجاوز 30 سم ويزن أكثر من 225 غرام.

## طالع
- زرزور شلي
- زرزور هَيْدَبْغَنْت